# Peter L. Knight

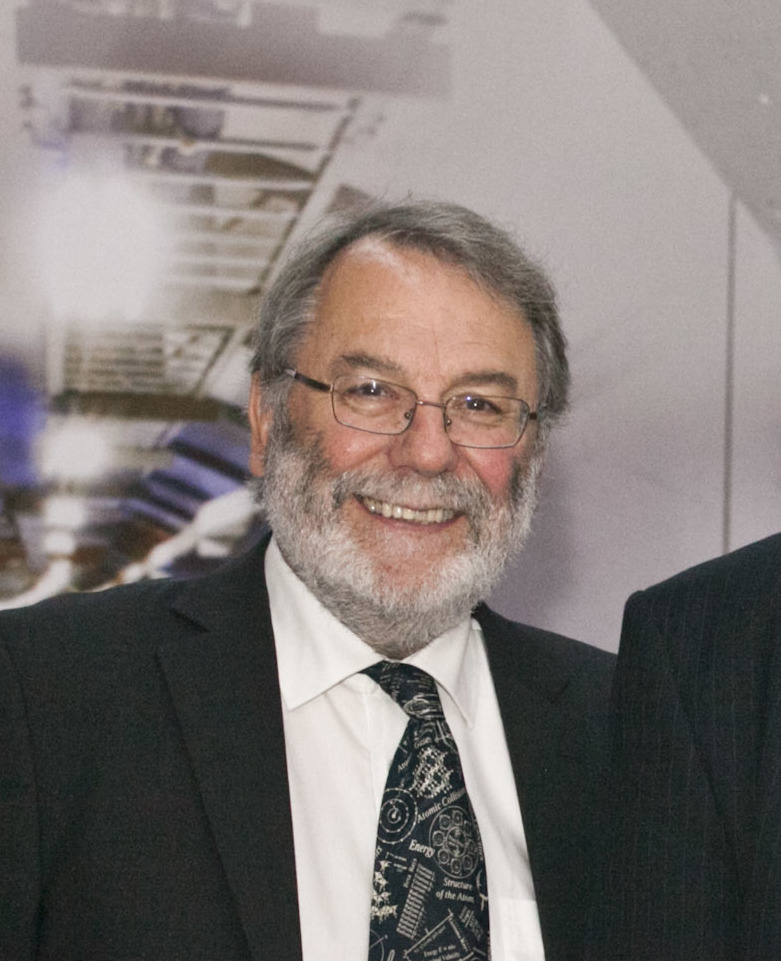
Peter L. Knight

Sir Peter L. Knight, FRS, (* 12. August 1947 in Bedford, Bedfordshire) ist ein britischer theoretischer Physiker, der sich mit Quantenoptik, Atomphysik und Quanteninformatik beschäftigt.

## Leben
Knight wurde an der Sussex University promoviert und war als Post-Doktorand 1972 bis 1974 bei Joseph H. Eberly an der University of Rochester und am SLAC. 1976 war er an der Johns Hopkins University und danach am Royal Holloway College der Universität London und ab 1979 am Imperial College. 1983 wurde er dort Lecturer, 1987 Reader und 1988 Professor. 2001 bis 2005 stand er der Physik-Fakultät vor. Bis 2008 war er Dekan (Principal) der Fakultät für Naturwissenschaften am Imperial College und bis 2010 stellvertretender Rektor, verantwortlich für die Forschung. Er war unter anderem Gastprofessor in Rochester, an der Universität Konstanz (als Humboldt Forschungsprofessor) und der Universität Louvain-la-Neuve. Seit 2010 ist er Vorstand (Prinzipal) des Kavli Royal Society International Centre in Chicheley Hall.
Er ist seit 1999 Fellow der Royal Society, deren Rat er 2005 bis 2007 angehörte, des Institute of Physics (IOP) und der Optical Society of America. Knight erhielt die Young-Medaille und die Glazebrook Medal des IOP, die Royal Medal der Royal Society (2010) und die Frederic Ives Medal (2008) der Optical Society of America, deren Präsident er 2003 war. 1996 erhielt er den Einstein-Preis für Laserforschung. 1996 war er Wood Memorial Lecturer. Für 2019 wurden ihm der Herbert-Walther-Preis der Deutschen Physikalischen Gesellschaft und die Faraday-Medaille der Institution of Engineering and Technology zugesprochen.
Bis 2010 leitete er das wissenschaftliche Beratungsgremium des britischen Verteidigungsministeriums und ist weiterhin Regierungsberater in Großbritannien. Bis 2005 war er leitender wissenschaftlicher Berater des UK National Physical Laboratory. 2005 wurde er geadelt.
2011 wurde er Präsident des Institute of Physics. Seit 2001 ist Knight ordentliches Mitglied der Academia Europaea und seit 2012 gewähltes Mitglied der Leopoldina.
1987 bis 2005 war er Herausgeber des Journal of Modern Optics.
Er stand der Sektion Optik und Quantenelektronik der Europäischen Physikalischen Gesellschaft vor.

## Schriften
- mit Leslie Allen: Concepts of quantum optics. Pergamon Press, 1983
- mit Christopher C. Gerry Introductory quantum optics. Cambridge University Press, 2005; 3. Auflage 2008
- mit P. W. Milonni: The Rabi frequency in optical spectra. In: Physics Reports, Band 66, 1980, S. 21–107
- Quantum fluctuations in optical systems. In: Reynaud, Giacobini, Zinn-Justin (Hrsg.):  Quantum fluctuations. In: Les Houches Lectures, 68, Elsevier 1997
- mit V. Buzek: Quantum inference, superposition states of light, and nonclassical effects. In: Emil Wolf (Hrsg.): Progress in Optics, Band 34, 1995, S. 1
- mit Martin Plenio The Quantum Jump Approach to Dissipative Dynamics in Quantum Optics. In: Reviews of Modern Physics, Band 70, 1998, S. 101–144, arxiv:quant-ph/9702007